# Jimmy Kelly
Jimmy Kelly (Ballybofey, 30 novembre 1910 – 31 ottobre 1970) è stato un calciatore irlandese, di ruolo attaccante.

## Carriera

### Club
Ha giocato nella massima serie del campionato inglese (con il Liverpool), irlandese (con Derry City e Dundalk) e nordirlandese (con il Coleraine).

### Nazionale
Ha giocato sia con la nazionale irlandese IFA (poi divenuta Irlanda del Nord), sia con quella della Repubblica d'Irlanda (FAI).

## Palmarès

### Club

#### Competizioni nazionali
- Irish Cup: 1

Derry City: 1948-1949